# 山田大生
山田 大生（やまだ ひろき、1996年5月17日 - ）は、ジャパンラグビーリーグワン宗像サニックスブルースに所属するラグビー選手。

## プロフィール
- 福岡県出身。
- ポジションはウィング、センター(CTB)。
- 身長 172 cm、体重 84 kg
- ニックネームはヒロキ。
- U20日本代表に選ばれたことがある[1]。
- 福岡県選抜に選ばれたことがある[2]。

## 略歴
小学1年生からラグビーを始めた。
2015年、東海大付属第五高校卒業後、宗像サニックスブルースに加入。
2017年8月26日に行われたジャパンラグビートップリーグ第2節の神戸製鋼コベルコスティーラーズ戦に先発出場で公式戦初出場を果たす。